# شبراريس (الغربية)
شبراريس إحدى قرى مركز كفر الزيات التابع لمحافظة الغربية بجمهورية مصر العربية.

## التاريخ
أصلها من توابع قرية ألطا (أبو الغر اليوم) ثم فصلت عنها سنة 1228 هجري، وردت القرية في تعداد عام 1882 من توابع مركز تلا بمديرية المنوفية، ثم ذكرت في بيانات التعداد اللاحقة من توابع مركز كفر الزيات.

## السكان
بلغ عدد سكان شبراريس 7546 نسمة حسب تقدير عام 2018.

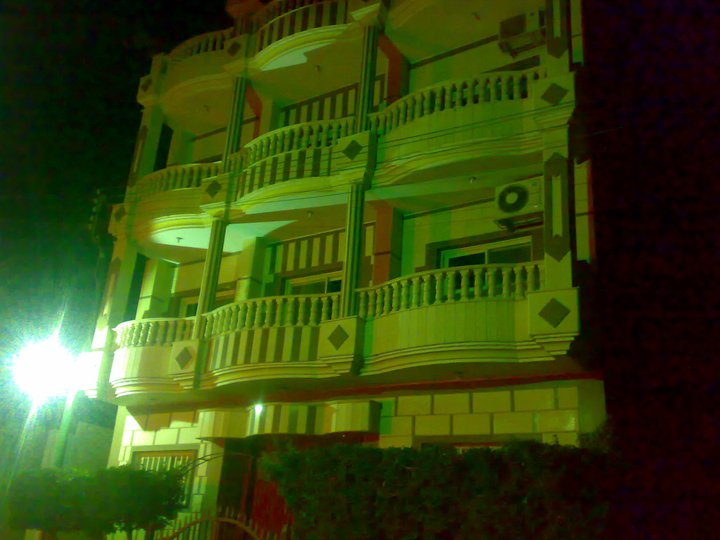
من منازل القرية

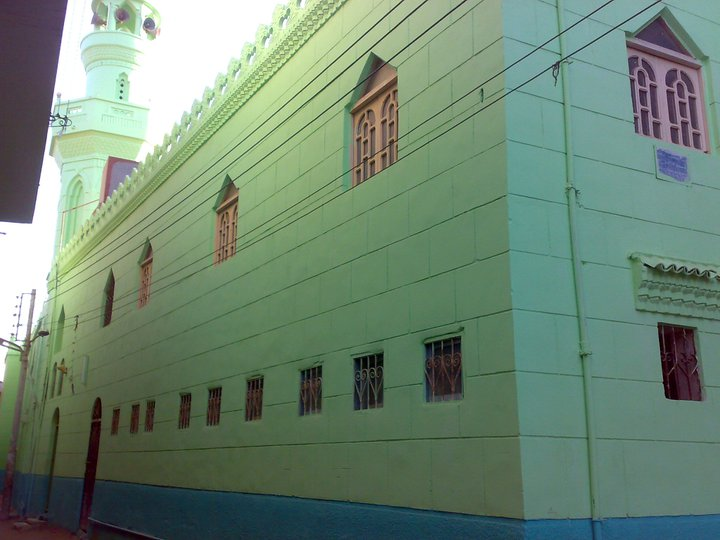
المسجد الكبير

| السنة  | 1882 | 1897 | 1907 | 1927 | 1947 | 1960 | 1976 | 1986 | 1996 | 2006  | 2018 |
| ------ | ---- | ---- | ---- | ---- | ---- | ---- | ---- | ---- | ---- | ----- | ---- |
| القرية | 1616 | 2271 | 2482 | 1937 | 2409 | 2829 | 3551 | 4154 | 5320 | 6,164 | 7546 |